# バステッド (ゲーム)
『バステッド』 (BASTED) は、1994年10月21日に日本のNECアベニューから発売されたPCエンジンSUPER CD-ROM2用アクションロールプレイングゲーム。
主人公の「ライザ」と「アニタ」を操作し、マリスーン王国を舞台に「復元のシーナ」と呼ばれる秘宝を巡っての争いを解決する事を目的としている。通常パートと戦闘パートで構成されている。戦闘は全てイベントバトルで敗北すると即座にゲームオーバーとなる。
開発に関して、ビジュアルシーンの製作はアニメインターナショナルカンパニー (AIC) が行っており、ゲーム部分の製作は日本トータルシステム (JTS) が行っている。プロデューサーは後に『天地無用! 魎皇鬼』（1995年）を手掛けた山下賢一と『美少女戦士セーラームーンコレクション』（1994年）を手掛けた吉田勝が担当、シナリオはAIC所属の黒田洋介および倉田英之、音響監督は81プロデュース所属の中野徹が担当している。

## ゲーム内容
戦闘シーンでは「ライザ」と「アニタ」のどちらかを選択する方式になっている。どちらのキャラクターも独自の通常技と溜め技を保持しているが、難易度は全体的に低いためどちらを選択してもあまり影響はない。また、町には道具屋も存在するがアイテムの購入は出来ない仕様になっている。ストーリーは、発生した順にイベントをクリアすることで進行する。

## ストーリー
太古の秘宝バステッドを手に入れた騎士のライザと魔道士のアニタは、仮面を付けた謎の男にマリスーンの地へ飛ばされてしまう。その地では、「復元のシーナ」と呼ばれる秘宝を捜すために、マリスーン王国を滅ぼしたラルグライムと、レジスタンスとの間で秘宝をめぐる戦いが繰り広げられていた。ライザとアニタは聖地ストゥーリアに戻る方法を捜すうちに、争いに巻き込まれてしまう。

## 登場キャラクター
ライザ
声 - 菊池いづみ
本作の主人公。聖地ストゥーリアで騎士の階級を上げるために怪物退治をする六等騎士。秘宝バステッド(腕輪)を手に入れるがその価値に気付かない。ライザは手首に付けている。剣の腕は確かだが自己中心的で面食いでもあり、美形の男にすぐ惚れてしまう。
アニタ
声 - 本間ゆかり
強引なライザについていく親友。大魔導士バイラスの弟子で魔法の腕はエリート。一級魔導師と自称している。見かけは幼いが気丈でしっかりもの。ライザの暴走を止める役割も多いが、ときどき突然号泣することがある。甘い食べ物とマッチョな男性が好き。
カイン
声 - 中村大樹
マリスーン王国の生き残りの騎士。ラルグライムの陰謀を阻むためにレジスタンスを結成する。常に仮面を付けている。ライザの身に付けているバステッドを見ると戦いを挑んでくる。懐から取り出した球を空中に掲げると、辺りは強い光に包まれてライザたちは異世界マスリーンへ運ばれた。
ラハニ
声 - 山崎和佳奈
カインと行動を共にするマリスーン城、ただ一人の生き残りの少女。
キミニー
声 - 小林優子
四天王の一人
ジルグ
声 - 梁田清之
四天王の一人
ミリアム
声 - 白石文子
四天王の一人
ガルシア
声 - 高木渉
四天王の一人
ラルグライム
声 - 三木眞一郎

## スタッフ
- エグゼクティブ・プロデューサー：石原幸男（NECアベニュー）、三浦亨 (AIC)
- プロデューサー：山下賢一（NECアベニュー）、吉田勝 (AIC)
- 原案・監修：四本忠司 (AIC)
- 制作補佐：岩崎豊明 (AIC)
- キャラクターデザイン：岩本佳人、井上栄作
- シナリオ・絵コンテ：黒田洋介（スタジオオルフェ）
- シナリオ・サポート：倉田英之（スタジオオルフェ）
- 2Dマップ・デザイン：長井仁（スタジオオルフェ）
- メイン・プログラム：大野辰也 (JTS)
- サブ・プログラム：大内英樹 (JTS)
- ビジュアル・プログラム：高橋英幸 (JTS)、西林秀晃 (JTS)
- グラフィック：宮本恭子 (JTS)、西村直起 (JTS)、瀬川勝利、中島秀剛、平井健三郎、渡辺弘信 (AIC)、城後憲作 (AIC)、黒川仁
- 原画制作：白井恒光
- 色指定：岡田小百合 (AIC)
- 動画チェック：泉明宏、紺野直之、児玉和子、金明基
- 動画：青山尚史、伊藤道夫、木村奈緒実、澤井健二、下川寿士、塩月敬子、野中卓也、安彦英二、兵藤恭子、堀川直哉、本田真人
- 音響監督：中野徹（81プロデュース）
- スペシャル・サンクス：松本慎太郎 (JTS)、有安純一 (JTS)、新妻人志 (JTS)
- 販売企画：臼井公久、室星薫

## 評価
ゲーム誌『ファミコン通信』の「クロスレビュー」では5・4・6・3の合計18点（満40点）、『電撃PCエンジン』では55・65・55・45の平均42.25点（満100点）、『PC Engine FAN』の読者投票による「ゲーム通信簿」での評価は以下の通りとなっており、20.9点（満30点）となっている。
| 項目 | キャラクタ | 音楽 | お買得度 | 操作性 | 熱中度 | オリジナリティ | 総合 |
| 得点 | 4.3        | 3.3  | 3.1      | 3.4    | 3.4    | 3.4            | 20.9 |